# Thirteen (Emmylou Harris)
| Recensione                        | Giudizio |
| --------------------------------- | -------- |
| AllMusic                          | [ 1 ]    |
| The New Rolling Stone Album Guide | [ 2 ]    |
| Dizionario del Pop-Rock           | [ 3 ]    |
| 24.000 dischi                     | [ 4 ]    |

Thirteen è un album discografico in studio della cantante country statunitense Emmylou Harris, pubblicato dalla casa discografica Warner Bros. Records nel febbraio del 1986. 
L'album si compone quasi interamente di cover di altri artisti.

## Tracce
Lato A
1. Mystery Train – 2:35 (Herman Parker, Sam Phillips)
2. You're Free to Go – 2:48 (Don Robertson, Lou Herscher)
3. Sweetheart of the Pines – 3:22 (Emmylou Harris, Paul Kennerley)
4. Just Someone I Used to Know – 2:57 (Jack Clement)
5. My Father's House – 4:48 (Bruce Springsteen)

Lato B
1. Lacassine Special – 2:58 (Iry LeJeune)
2. Today I Started Loving You Again – 3:22 (Merle Haggard, Bonnie Owens)
3. When I Was Yours – 2:48 (Emmylou Harris, Paul Kennerley)
4. I Had My Heart Set on You – 3:09 (Rodney Crowell, Paul Kennerley)
5. Your Long Journey – 3:44 (Doc Watson, Rosalie Watson)

## Musicisti
- Emmylou Harris - voce, chitarra acustica, armonie vocali
- Carl Jackson - chitarra acustica, fiddle, banjo, mandolino, armonie vocali
- Paul Worley - chitarra acustica
- Frank Reckard - chitarra acustica, chitarra elettrica, mandolino
- Paul Kennerley - chitarra acustica
- Steve Fishell - chitarra pedal steel, dobro, chitarra lap slide weisenborn
- Duane Eddy - chitarra (solo nel brano: I Had My Heart Set on You)
- Don Johnson - tastiere
- Shane Keister - sintetizzatore
- Mark O'Connor - fiddle
- Buddy Spicher - fiddle
- Barry Tashian - accordion, armonie vocali
- John Anderson - voce (duetto vocale nel brano: Just Someone I Used to Know)
- Steve Cash - armonica
- Mike Bowden - basso
- Steve Turner - batteria, percussioni
- Mary Ann Kennedy - armonie vocali
- Pam Rose - armonie vocali
- Vince Gill - armonie vocali
- Rodney Crowell - armonie vocali

Note aggiuntive
- Emmylou Harris e Paul Kennerley - produttori
- Registrazioni e mixaggi effettuati al Creative Workshop di Nashville, Tennessee
- Donivan Cowart - ingegnere delle registrazioni
- Joe Funderburr - assistente ingegnere delle registrazioni (al Creative Workshop)
- Registrazioni addizionali effettuate al Treasure Isle di Nashville, Tennessee, Tom Harding assistente ingegnere delle registrazioni
- Le parti vocali e di chitarra del brano My Father's House, furono registrate al Emerald Studios di Nashville, Tennessee da Russ Martin
- Masterizzazione originale effettuata da Glenn Meadows al Masterfonics di Nashville, Tennessee
- Gabrielle Raumberger - art direction e design album
- Jim McGuire - fotografia[7]

## Classifica
Album
| Anno | Classifica         | Posizione raggiunta |
| ---- | ------------------ | ------------------- |
| 1986 | Top Country Albums | 9                   |

Singoli
| Anno | Titolo del brano                 | Classifica        | Posizione raggiunta |
| ---- | -------------------------------- | ----------------- | ------------------- |
| 1986 | I Had My Heart Set on You        | Hot Country Songs | 60                  |
| 1986 | Today I Started Loving You Again | Hot Country Songs | 43                  |